# Christian Meyer (saut à ski)
Pour les articles homonymes, voir Christian Meyer et Meyer.
Christian Meyer est un sauteur à ski norvégien, né le 22 octobre 1977 à Orkdal.

## Biographie
Christian Meyer fait ses débuts en Coupe du monde en janvier 1997 à Tauplitz, où il marque ses premiers points avec une 28e place.
En janvier 1999, il se classe sixième du concours de Zakopane, établissant son meilleur résultat dans l'élite.
À partir de la saison 1999-2000 et jusqu'en 2004, il prend seulement part à la Coupe continentale.
Il devient ensuite entraîneur et est nommé à la tête de l'équipe féminine norvégienne en 2011.

## Palmarès

### Coupe du monde
- Meilleur classement général : 31e en 1999.
- Meilleur résultat individuel : 6e.

#### Différents classements en Coupe du monde
| Année     | Classement général final |
| 1996-1997 | 93e                      |
| 1998-1999 | 31e                      |